# Бабаева, Турды
Турды Бабаева (тадж. Турдӣ Бобоева; 31 июля 1918 год, кишлак Янгикишлак, Ходжентский уезд, Самаркандская область, Туркестанская АССР — 2004 год) — звеньевая колхоза «Коминтерн» Пролетарского района Сталинабадской области, Таджикская ССР. Герой Социалистического Труда (1948).

## Биография
Родилась в 1918 году в семье дехканина в кишлаке Янгикишлак (сегодня — Джаббар-Расуловский район Согдийской области Таджикистана). С 1935 года трудилась рядовой колхозницей, звеньевой хлопководческого звена в колхозе «Коминтерн» (позднее — колхоз «Москва») Пролетарского района.
В 1947 году звено Турды Бабаевой собрало в среднем по 87,83 центнера хлопка-сырца с каждого гектара на участке площадью 3,5 гектаров. Указом Президиума Верховного Совета СССР от 1 марта 1948 года «за получение высокого урожая хлопка при выполнении колхозом обязательных поставок и натуроплаты за работу МТС в 1947 году и обеспеченности семенами зерновых культур для весеннего сева 1948 года» удостоена звания Героя Социалистического Труда с вручением Ордена Ленина и золотой медали Серп и Молот.
Этим же указом звания Героя Социалистического Труда удостоились председатель колхоза Бобо Турдыбаев и хлопковод Вали Махмудов.
В 1951 году за высокие трудовые достижения при выращивании хлопка награждена Орденом Трудого Красного Знамени. Трудилась в колхозе «Коминтерн» до 1957 года.
Дальнейшая судьба не известна. Скончалась в 2004 году.
Награды
- Герой Социалистического Труда
- Орден Ленина
- Орден Трудового Красного Знамени (05.05.1951)